# Casa de Dosquers
La Casa de Dosquers és un edifici de Maià de Montcal (Garrotxa) inclòs a l'Inventari del Patrimoni Arquitectònic de Catalunya.

## Descripció
Es tracta d'una casa situada al davant l'església romànica de Sant Martí de Dosquers. És de planta irregular i amplis teulats sostinguts per bigues de fusta. Disposa de baixos i dos pisos superiors. L'accés es realitza per la façana de migdia, gràcies a una porta feta de carreus molt ben tallats. Una de les finestres conserva la llinda amb la inscripció: "1781/ TORRES ME FECIT".

## Història
El nucli principal del poble de Dosquers està presidit per l'església romànica dedicada a Sant Martí i per mitja dotzena de cases que formen un petit carrer. La majoria varen ésser bastides en el decurs del segle xviii, llevat d'algunes que foren aixecats en la centúria anterior. Totes elles conserven poc de remarcable, llevat de les llindes gravades de les obertures.